# Бакулин, Сергей Михайлович
Сергей Михайлович Бакулин — гвардии младший сержант Вооружённых Сил Российской Федерации, участник антитеррористических операций в период Второй чеченской войны, погиб при исполнении служебных обязанностей во время боя 6-й роты 104-го гвардейского воздушно-десантного полка у высоты 776 в Шатойском районе Чечни.

## Биография
Сергей Михайлович Бакулин родился 2 июля 1978 года в посёлке Дедовичи Псковской области в многодетной семье. После окончания средней школы поступил в училище. Завершив обучение, в 1997 году он был призван на службу в Вооружённые Силы Российской Федерации. Демобилизовавшись в 1999 году, Бакулин меньше чем через год вернулся в армию, на сей раз на контрактной основе, через Дновский городской военный комиссариат Псковской области. После прохождения обучения был зачислен пулемётчиком в войсковую часть № 32515 (104-й гвардейский воздушно-десантный полк, дислоцированный в деревне Черёха Псковского района Псковской области), службу проходил в 6-й парашютно-десантной роте.
С началом Второй чеченской войны в составе своего подразделения гвардии младший сержант Сергей Бакулин был направлен в Чеченскую Республику. Принимал активное участие в боевых операциях. С конца февраля 2000 года его рота дислоцировалась в районе населённого пункта Улус-Керт Шатойского района Чечни, на высоте под кодовым обозначение 776, расположенной около Аргунского ущелья. 1 марта 2000 года десантники приняли здесь бой против многократно превосходящих сил сепаратистов — против всего 90 военнослужащих федеральных войск, по разным оценкам, действовало от 700 до 2500 боевиков, прорывавшихся из окружения после битвы за райцентр — город Шатой. Гвардии младший сержант Сергей Козлов вместе со всеми своими товарищами отражал ожесточённые атаки боевиков Хаттаба и Шамиля Басаева. В том бою он погиб вместе с 83 сослуживцами.
Похоронен на кладбище посёлка Дедовичи Псковской области.
Указом Президента Российской Федерации от 12 марта 2000 года за мужество и отвагу, проявленные при ликвидации незаконных вооружённых формирований в Северо-Кавказском регионе, гвардии младший сержант Сергей Михайлович Бакулин посмертно был удостоен ордена Мужества.

## Память
- В честь Бакулина названа улица в Дедовичах.
- Бюст Бакулина установлен около Дедовичской средней школы № 2[3][4].
- На здании дома, где жил Бакулин в Дедовичах (ул. Октябрьская, д. 1), установлена мемориальная доска в память о нём[1].